# Massilia (Schiff)
Die Massilia war ein französisches Passagierschiff der Compagnie de Navigation Sud-Atlantique, das 1914 vom Stapel lief. Bekannt wurde sie dadurch, dass sie während der militärischen Niederlage 1940 politische Persönlichkeiten in die Gebiete Französisch-Nordafrikas transportierte. Sie wurde 1944 von der deutschen Wehrmacht versenkt.

## Das Schiff
Die Massilia wurde bei der Werft Forges et Chantiers de la Méditerranée 1914 in La Seyne-sur-Mer als Schwesterschiff der Lutetia und der Gallia gebaut. Nach dem Stapellauf 1914 wurde der Bau durch den Ersten Weltkrieg unterbrochen und erst im September 1920 fertiggestellt. Nach der Ablieferung am 8. Oktober startete sie am 30. Oktober zur Jungfernfahrt an die Ostküste Südamerikas.
Bis zum Zweiten Weltkrieg wurde sie von der Compagnie de Navigation Sud-Atlantique auf der Südatlantiklinie (Bordeaux – Lissabon – Rio de Janeiro – Santos – Montevideo – Buenos Aires) eingesetzt.

## Rolle in der Exilbewegung in Spanien
Das Schiff ist in der Geschichte des republikanischen Exils Spaniens bekannt, da es zahlreichen intellektuellen und künstlerischen Persönlichkeiten des antifranquistischen Regimes wie der Schriftstellerin Elena Fortún und dem Maler Manuel Ángeles Ortiz die Ausreise nach Südamerika ermöglichte. Die Reise begann am 19. Oktober 1939 im Hafen von La Pallice in La Rochelle und endete am 5. November 1939 in Buenos Aires.
Nach Beginn des Krieges wurde die Massilia im April 1940 als Truppentransporter eingesetzt.

## Sommer 1940

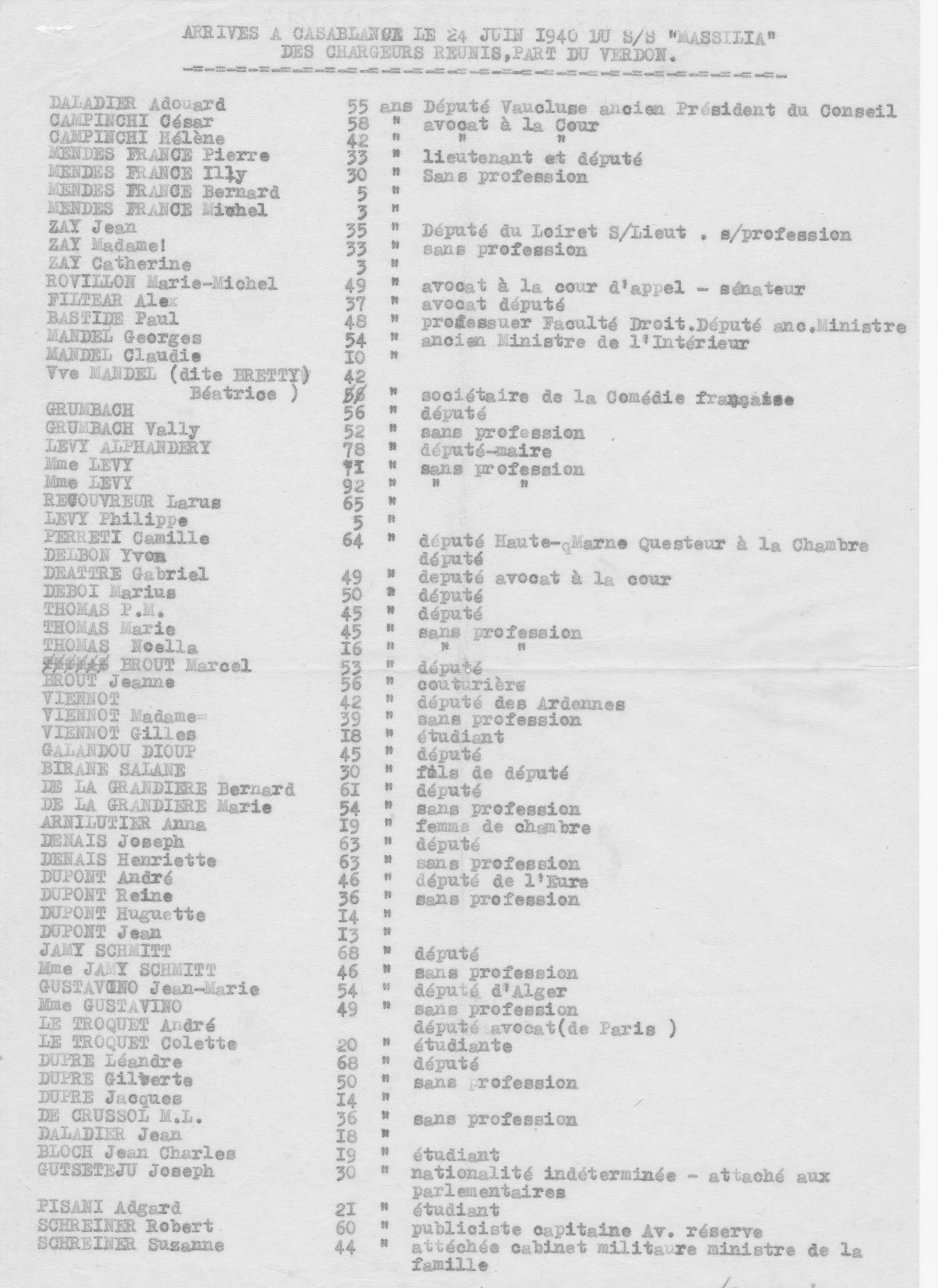
Passagierliste 1

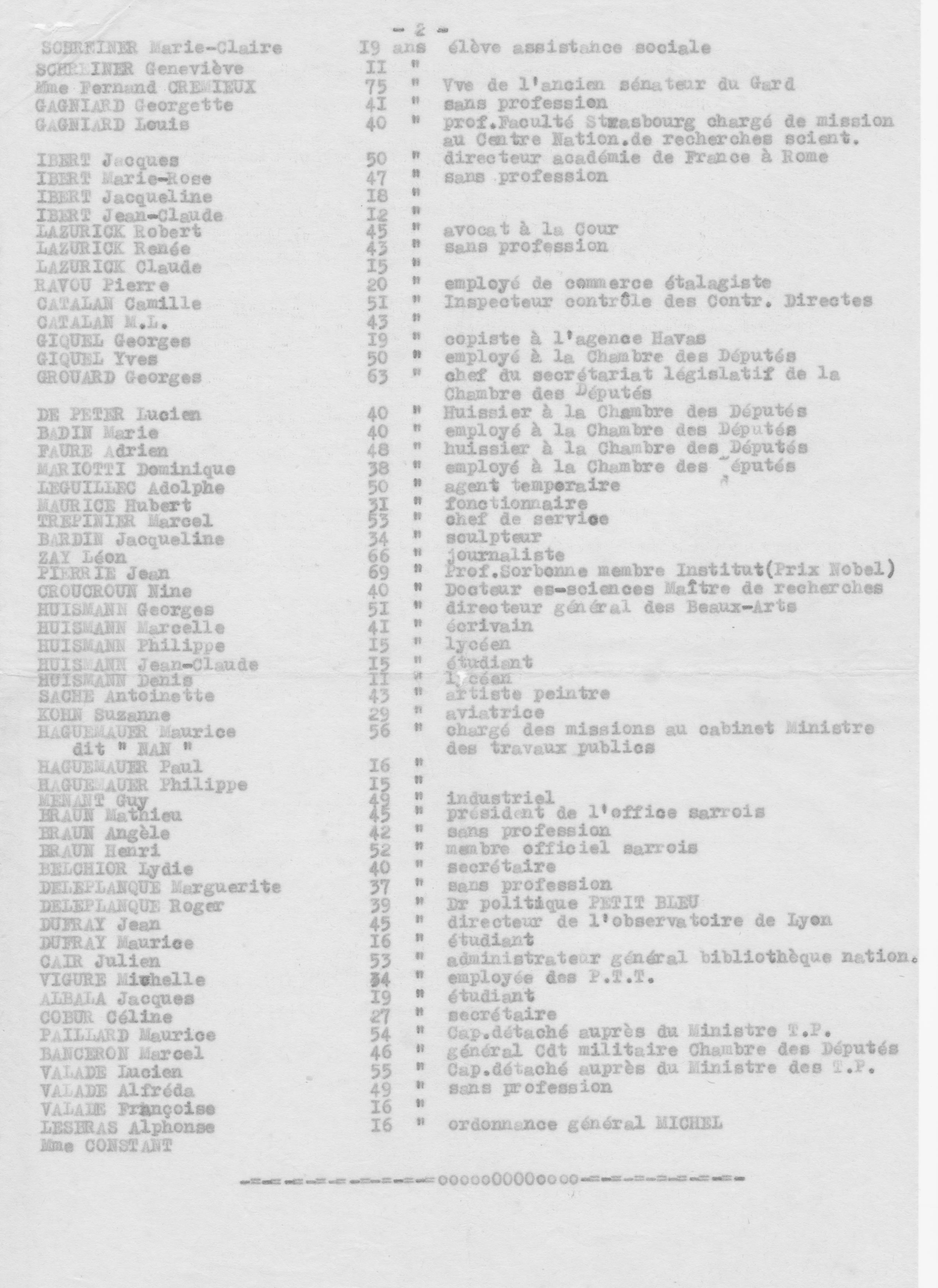
Passagierliste 2

Am 17. Juni 1940 spaltete sich die Regierung Reynaud, die sich nach Bordeaux zurückgezogen hatte, in einer Sitzung des Ministerrats. Auf der einen Seite standen Reynauds Anhänger, die eine Fortsetzung des Kampfes außerhalb des Mutterlandes befürworteten und auf der anderen Seite die Befürworter eines Waffenstillstands, vertreten durch Philippe Pétain. Reynaud wurde überstimmt und durch Pétain an der Spitze einer neuen Regierung ersetzt.
Die Idee, Regierungsmitglieder und Parlamentarier nach Nordafrika zu schicken, wurde jedoch nicht aufgegeben. Der Präsident der Republik, Albert Lebrun, war beispielsweise der Ansicht, dass „die Regierung bei freien Verhandlungen (über einen Waffenstillstand) immer den Vorteil haben wird, sich außerhalb der Reichweite der feindlichen Truppen zu befinden“. Am Ende bestiegen am 21. Juni 1940 allerdings nur wenige Politiker die Massilia nach Casablanca, darunter 27 Parlamentarier. 
Die Abreise 1940 wurde von Édouard Barthe organisiert. Möglicherweise hätten sich mehr Freiwillige gefunden, wenn die Information früher bekannt geworden wäre und Pétain nicht allen ausreisenden Regierungsmitgliedern verboten hätte, die Stadt zu verlassen.
Die bekanntesten Passagiere waren:
- Paul Bastid, ehemaliger Minister
- Marcel Brout, Abgeordneter[10]
- Julien Cain, Generaldirektor der Französischen Nationalbibliothek
- César Campinchi, Abgeordneter, ehemaliger Minister[11]
- Hélène Campinchi, Referentin im Marineministerium[12]
- Édouard Daladier Abgeordneter, ehemaliger Kriegsminister und ehemaliger Ratspräsident, und seine beiden Söhne
- Gabriel Delattre, Abgeordneter[13]
- Yvon Delbos, Abgeordneter, ehemaliger Minister
- Joseph Denais, Abgeordneter[14]
- Galandou Diouf, Abgeordneter[15]
- Marius Dubois, Abgeordneter[16]
- André Dupont, Abgeordneter[17]
- Léandre Dupré, Abgeordneter[18]
- Salomon Grumbach, Abgeordneter
- Jean-Marie Guastavino, Abgeordneter[19]
- Georges Huisman, Generaldirektor der Schönen Künste, späterer Gründer der Internationalen Filmfestspiele von Cannes mit Familie
- Jacques Ibert, Komponist
- André Le Troquer, Abgeordneter
- Georges Lévy-Alphandéry, Abgeordneter. 1945 war er Mitglied der Jury, die Marschall Pétain zum Tode verurteilte[20]
- Georges Mandel, Abgeordneter, ehemaliger Minister mit seiner Partnerin Beatrice Bretty und seiner Geliebten Deva Dassy
- Pierre Mendès France, Abgeordneter, ehemaliger Sous-secrétaires d’État, späterer Ministerpräsident, mit Familie
- Camille Perfetti, Abgeordneter[21]
- Jean Perrin, Physiker, Chemiker und seine Lebensgefährtin Nine Choucroun
- Edgard Pisani, Student, späterer Minister
- Bernard Quénault de La Groudière, Abgeordneter[22]
- Alexandra Roubé-Jansky, Schriftstellerin[23]
- Antoinette Sasse, Maler[24]
- Jammy Schmidt, Abgeordneter[25]
- Jean-Marie Thomas, Abgeordneter[26]
- Michel Tony-Révillon, Senator; 1945 wurde er Geschworener beim Prozess gegen Pétain[27]
- Andrée Viénot, ehemaliges Regierungsmitglied
- Pierre Viénot, Abgeordneter[28]
- Alex Wiltzer, Abgeordneter[29]
- Jean Zay, Abgeordneter, ehemaliger Minister und Familie

Andere Abgeordnete wie der ehemalige Ministerpräsident Édouard Herriot oder Louis Marin entschieden sich kurzfristig dafür, nicht an Bord zu gehen.
Die Massilia, die im Hafen von Verdon unterhalb von Bordeaux lag, blieb zunächst einen Tag lang blockiert, da die Hafenarbeiter aus Feindseligkeit gegen die Abgeordneten streikten. Sie lief erst am 21. Juni 1940 aus, vier Tage nach der Bildung der Regierung Pétain und einen Tag vor der Unterzeichnung des Waffenstillstands.
An Bord des Schiffes befanden sich 100 Zivilisten, der Rest der 500 Passagiere waren Soldaten und Seeleute. In der damals herrschenden antiparlamentarischen Stimmung wurde die unerwartete Ankunft besonders negativ aufgenommen. Pfiffe und Beschimpfungen der Besatzung empfingen die als „Drückeberger“ verdächtigten. Die Unzufriedenen waren wenig empfänglich für das Argument, dass eine Regierung unter dem Druck des Feindes keine ruhigen Entscheidungen treffen könne. Das Schiff traf erst drei Tage später, am 24. Juni, in Casablanca ein, da einige Abgeordnete Zuflucht in England suchen wollten und das Schiff auf See auf die Genehmigung des britischen Konsuls warten musste, die nicht erteilt wurde.
Bei ihrer Ankunft wurden sie am Kai von einer feindseligen Menschenmenge erwartet und die Passagiere wurden vom Generalresidenten Noguès zu ihrem Schutz in einem großen Hotel in Casablanca untergebracht. Für den Politiker Raymond Forni war dies allerdings die Folge eines Gegenbefehls von Admiral Darlan. Die Offiziere, die als mobilisiert galten, Pierre Mendès France, Pierre Viénot, Alex Wiltzer und Jean Zay, wurden von den neuen Machthabern am 31. August 1940 in Casablanca verhaftet, ins Mutterland zurückgebracht und wegen „Fahnenflucht vor dem Feind“ vor das Militärgericht von Clermont-Ferrand gestellt. Drei von ihnen wurden am 4. Oktober 1940 zu Gefängnisstrafen und zehn Jahren Aberkennung der bürgerlichen Ehrenrechte verurteilt.
Am 18. Juli 1940, sieben Tage nach der Abstimmung über die Vollmachten für Marschall Pétain, durften die übrigen 23 Parlamentarier nach Frankreich zurückkehren. Die an Bord befindlichen Parlamentarier gehörten fast ausnahmslos der Linken oder der linken Mitte an und waren daher bei den Debatten und der Abstimmung nicht anwesend. Einige von ihnen, wie Édouard Daladier und Georges Mandel, wurden vom Vichy-Regime für die Niederlage verantwortlich gemacht und zusammen mit anderen Offizieren, wie General Maurice Gamelin, 1942 im Prozess von Riom vor Gericht gestellt. Die Urteile wurden 1946 aufgehoben.
Die Massilia diente anschließend als Truppentransporter des Vichy-Regimes zwischen Frankreich und Nordafrika. Nach der Rückkehr wurde die Massilia in Marseille aufgelegt, Im Zeitraum von Oktober bis Dezember 1940 führte sie eine Repatriierungsfahrt nach Liverpool und zurück durch und wurde anschließend erneut aufgelegt. Auf Grundlage des Laval-Kaufmann-Abkommen übernahmen die Deutschen am 22. November 1942 das Schiff. Ab Februar 1944 nutzten sie es als stationäres Lazarettschiff. Am 22. August 1944 wurde die Massilia von den Deutschen in Marseille als Blockschiff versenkt, um den Hafen zu versperren. Nach dem Krieg wurde das Wrack gehoben und verschrottet.

## Film
- Juin 1940 : le piège du « Massilia », Virginie Linhart, 2011[31]